# Phyllomimus klapperichi
Phyllomimus klapperichi är en insektsart som beskrevs av Max Beier 1954. Phyllomimus klapperichi ingår i släktet Phyllomimus och familjen vårtbitare. Inga underarter finns listade i Catalogue of Life.